# دستگاه ورودی

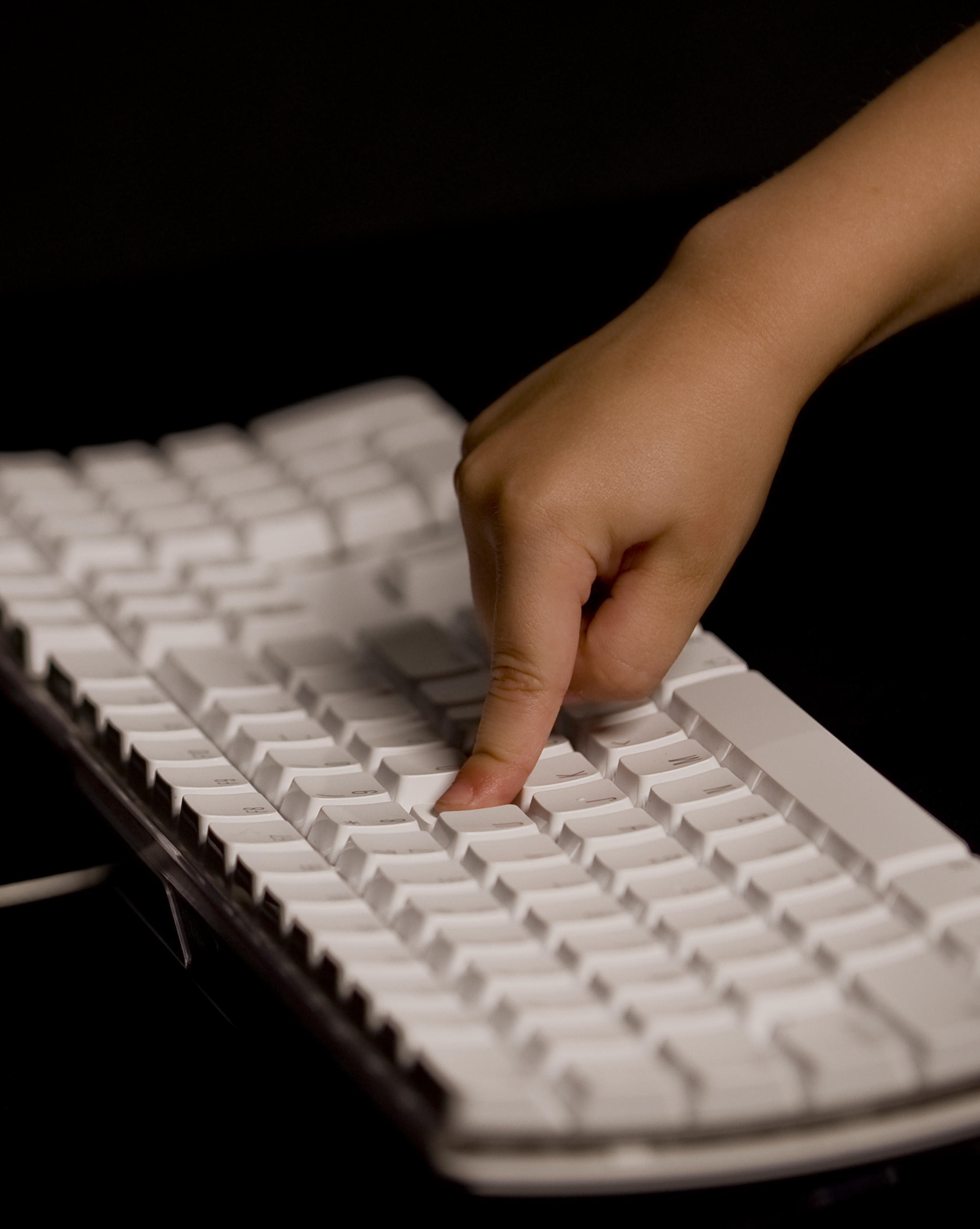
صفحه کلید از رایج‌ترین سخت‌افزار ها در دستۀ دستگاه‌های ورودی است.

در رایانه‌های ورودی/خروجی، ابتدا از داده از سوی کاربر به وسیله دستگاه ورودی به رایانه فرستاده می‌شود و سپس رایانه این داده‌‌ها را پردازش می‌کند و در نهایت به دستگاه خروجی می فرستد.

دستگاه ورودی (به انگلیسی: Input device) به آن دسته از سخت‌افزار رایانه گفته می‌شود که وظیفۀ انتقال داده از سوی کاربر به رایانه را دارا می‌باشند. در واقع داده‌ها از طریق واحد ورودی وارد حافظه‌ اصلی  می‌شوند. این داده‌ها ممكن است برای پردازش به واحد پردازش مركزی فرستاده شوند و یا برای پردازش‌های آتی در حافظه جانبی ذخیره ‌گردند.
این انتقال داده می‌تواند از طریق سیم یا امواج بی‌سیم صورت بپذیرد.

## کیبوردها
- صفحه‌کلید

## اشاره‌گرها
- ماوس
- توپک
- تاچ پد
- قلم نوری
- استایلوس
- صفحه لمسی
- تبلت گرافیکی
- توپک

## دسته‌ها
- دسته بازی
- اهرمک
- تفنگ نوری
- کنترل از راه دور

## دستگاه‌های ورودی تصویر
- دوربین دیجیتال
- دوربین ویدئویی
- کینکت
- وب کم
- کینکت
- اسکنر
- بارکدخوان
- مسافت‌یاب لیزری
- ردیابی چشم

## دستگاه‌های ورودی صدا
- میکروفون

## کارت پانچ
یکی از روش‌های قدیمی برای ورود اطلاعات به رایانه و سایر وسایل الکترونیکی و مکانیکی است. در این روش با وسیله‌ای خاص، سوراخ‌هایی کوچک در محل‌های از پیش تعیین شده بر روی یک کارت کاغذی ایجاد می‌شود. نوع رایانه‌ای این کارت تقریباً به اندازهٔ پاکت نامه است.